# Şamil Ünal
Şamil Ünal (* 23. August 1986 in Bruchsal) ist ein türkischer Fußballspieler.

## Karriere
Ünal kam als Sohn von türkischen Gastarbeitern in Bruchsal auf die Welt und zog bereits im Kindesalter mit seiner Familie wieder in die Türkei. Hier begann er mit dem Vereinsfußball in der Jugend von Çolaklıspor und ging anschließend in die Jugend von Antalyaspor. 2004 bekam er einen Profivertrag, spielte aber weiterhin überwiegend für die Jugend- bzw. Reservemannschaft. Lediglich in einer Zweitligapartie kam er zu seinem Profidebüt. Für die Rückrunde der Spielzeit 2004/05 wurde er an Akseki Aroma Genç SK ausgeliehen.
Zum Sommer 2005 verließ er Antalyaspor und spielte die nachfolgenden Jahre für diverse Vereine der unteren türkischen Profiligen. 
Zum Sommer 2007 wechselte er zum Erstligisten Sivasspor und nahm hier am Saisonvorbereitungscamp teil. Nach diesem Camp wurde er vom Trainerstab aussortiert und auf die Liste der Spieler gesetzt, die ausgeliehen werden sollten. So spielte Ünal als Leihspieler eine Spielzeit bei Zeytinburnuspor und zwei bei Tokatspor. 
Im Sommer 2010 wechselte er zum Drittligisten İskenderun Demir Çelikspor und ein Jahr später zum Zweitligisten Göztepe Izmir. Nachdem Göztepe den Klassenerhalt verfehlt hatte, wechselte Ünal innerhalb der Liga zum Aufsteiger Kahramanmaraşspor. Bereits zur nächsten Winterpause verließ er den Klub Richtung Drittligist Alanyaspor.
Im November 2014 wechselte er zu Aydınspor 1923.